# Carrasco Norte
Carrasco Norte - barrio (sąsiedztwo lub dzielnica) miasta Montevideo, stolicy Urugwaju. Znajduje się w południowo-wschodniej części miasta.
Graniczy z Las Canteras na zachodzie, Bañados de Carrasco na północny, departamentem Canelones na północnym wschodzie oraz Carrasco na południu i Punta Gorda na południowym zachodzie. Południową granicę stanowi w dużej części Avenida Italia, a północną ulica Camino Carrasco.